# Friedrich Wilhelm Christian Beschorner
Friedrich Wilhelm Christian Beschorner (ur. 23 marca 1806 we Wrocławiu, zm. 20 grudnia 1873 w Owińskach) – niemiecki lekarz psychiatra i botanik amator, tajny radca sanitarny.
Uczęszczał do gimnazjum w rodzinnym mieście, po jego ukończeniu w 1825 studiował medycynę na Uniwersytecie w Bonn i Uniwersytecie Wrocławskim. W 1830 roku po zdaniu egzaminów państwowych i przedstawieniu rozprawy na temat nasieniotoku otrzymał tytuł doktora medycyny. Przez krótki czas, do czerwca 1835, pracował jako sekundariusz w zakładzie psychiatrycznym w Lubiążu (Provinzial-Heil-Anstalt Leubus). W 1843 opublikował pracę na temat kołtuna, pierwsze opracowanie epidemiologiczne tej choroby. W 1838 został pierwszym dyrektorem i ordynatorem Zakładu Psychiatrycznego w Owińskach (Provinzial-Irren-Heilanstalt zu Owinsk). Na jego cześć Carl Sigismund Kunth nazwał rodzaj sukulenta z rodziny agawowatych, Beschorneria. Wspomnienie pośmiertne poświęcił mu Weyert.

## Prace
- De spermatorrhoea. Vratislaviæ, typ. Philippianis 1830
- Der Weichselzopf nach statistischen und physiologischen Beziehungen dargestellt. Breslau: F. Hirt, 1843